# Song Yongjun
Song Yongjun (ur. 3 lutego 1959 w prowincji Heilongjiang) – chiński biathlonista, olimpijczyk. 

## Kariera
Dwukrotny uczestnik zimowych igrzysk olimpijskich (IO 1980, IO 1984). Podczas zawodów w Lake Placid, gdzie Chińska Republika Ludowa debiutowała w zimowej wersji igrzysk olimpijskich, wystartował w sprincie i sztafecie. W zawodach indywidualnych zajął 41. miejsce wśród 50 startujących biathlonistów, natomiast w sztafecie osiągnął 14. miejsce – Chińczycy wyprzedzili wyłącznie niesklasyfikowanych Argentyńczyków. Cztery lata później w Sarajewie uzyskał 45. wynik w sprincie i 16. miejsce w sztafecie (wśród odpowiednio 64 zawodników i 17 sztafet).
Wziął udział w mistrzostwach świata w 1982 roku, podczas których zajął 66. miejsce w biegu indywidualnym i 67. pozycję w sprincie.

## Osiągnięcia

### Zimowe igrzyska olimpijskie
| Rok  | Miejscowość | Konkurencje | Konkurencje | Konkurencje | Konkurencje | Konkurencje | Konkurencje | Konkurencje |
| Rok  | Miejscowość | IN          | SP          | PU          | MS          | RL          | MR          | SR          |
| ---- | ----------- | ----------- | ----------- | ----------- | ----------- | ----------- | ----------- | ----------- |
| 1980 | Lake Placid | –           | 41.         | nd.         | nd.         | 14.         | nd.         | –           |
| 1984 | Sarajewo    | –           | 45.         | nd.         | nd.         | 16.         | nd.         | –           |

### Mistrzostwa świata
| Rok  | Miejscowość | Konkurencje | Konkurencje | Konkurencje | Konkurencje | Konkurencje | Konkurencje | Konkurencje |
| Rok  | Miejscowość | IN          | SP          | PU          | MS          | RL          | MR          | SR          |
| ---- | ----------- | ----------- | ----------- | ----------- | ----------- | ----------- | ----------- | ----------- |
| 1982 | Mińsk       | 66.         | 67.         | nd.         | nd.         | –           | nd.         | –           |